# Delias timorensis
Delias timorensis is een vlindersoort uit de familie van de Pieridae (witjes), onderfamilie Pierinae.
Delias timorensis werd in 1836 beschreven door Boisduval.